# Gouvernement Rodríguez de la Borbolla I
 Andalousie
Escuredo Rodríguez de la Borbolla II
Le gouvernement Rodríguez de la Borbolla I est le gouvernement de l'Andalousie entre le 15 mars 1984 et le 30 juillet 1986, durant la Ire législature du Parlement d'Andalousie. Il est présidé par José Rodríguez de la Borbolla.

## Composition
| Fonction                                                      | Nom | Nom                           | Parti  |
| ------------------------------------------------------------- | --- | ----------------------------- | ------ |
| Président                                                     |     | José Rodríguez de la Borbolla | PSOE-A |
| Conseiller à l'Intérieur                                      |     | José Miguel Salinas Moya      | PSOE-A |
| Conseiller à la Présidence                                    |     | Ángel Manuel López López      | PSOE-A |
| Conseiller à l'Économie et à la Planification                 |     | Julio Rodríguez López         | PSOE-A |
| Conseiller aux Finances                                       |     | César Estrada Martínez        | PSOE-A |
| Conseiller à la Politique territoriale et à l'Énergie         |     | Jaime Montaner Roselló        | PSOE-A |
| Conseiller à l'Agriculture et à la Pêche                      |     | Miguel Manaute Humanes        | PSOE-A |
| Conseiller au Commerce, au Tourisme et aux Transports         |     | Juan Manuel Castillo Manzano  | PSOE-A |
| Conseiller au Travail, à l'Industrie et à la Sécurité sociale |     | Joaquín Jesús Galán Pérez     | PSOE-A |
| Conseiller à la Santé et à la Consommation                    |     | Pablo Recio Arias             | PSOE-A |
| Conseiller à l'Éducation                                      |     | Manuel Gracia Navarro         | PSOE-A |
| Conseiller à la Culture                                       |     | José Torres Vela              | PSOE-A |